# Dalokaje
Dalokaje (biał. Далёкае; ros. Далёкое, Dalokoje) – wieś na Białorusi, w obwodzie witebskim, w rejonie dokszyckim, w sielsowiecie Biehomla. W 2009 roku była opuszczona.